# Giống cây trồng

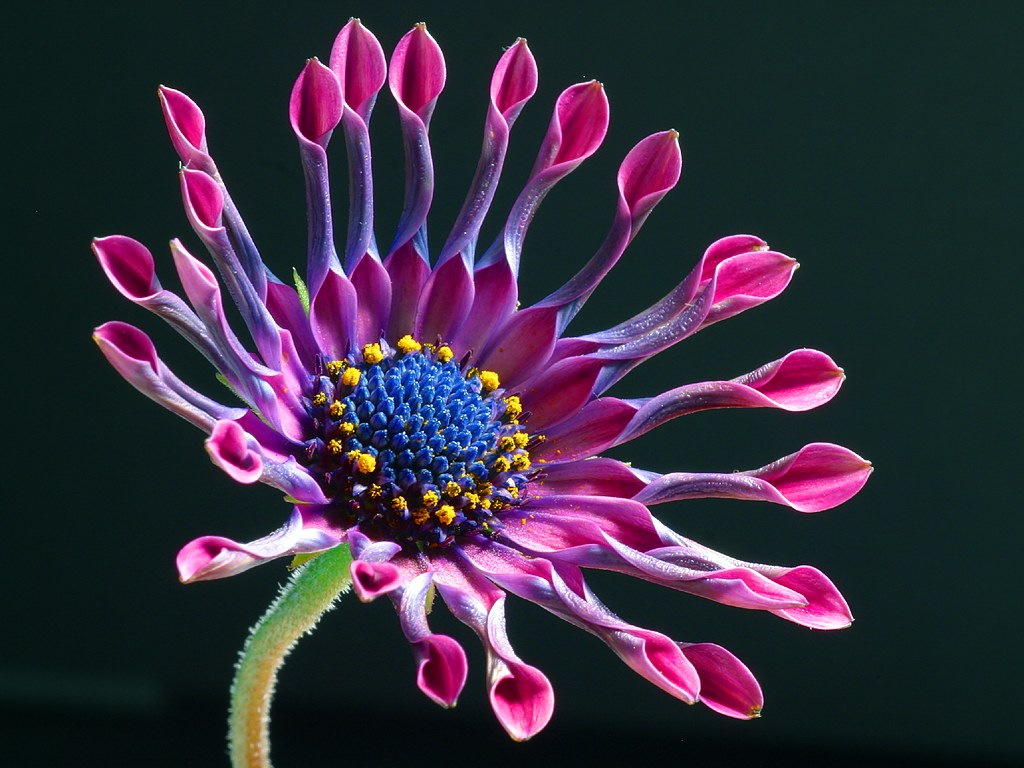
Osteospermum 'Pink Whirls'
Một giống cây trồng được chọn lọc vì cho hoa rực rỡ.

Một giống cây trồng hay giống trồng trọt (tiếng Anh: cultivar) là một nhóm thực vật được chọn lọc theo những đặc điểm mong muốn mà có thể duy trì bằng việc nhân giống. Đa số các giống cây trồng phát sinh từ canh tác nhưng cũng có một số ít phát sinh từ sự chọn lọc đặc biệt trong tự nhiên. Các cây cảnh trong vườn như hoa hồng, trà, thủy tiên, hay đỗ quyên thuộc các giống trồng trọt được tạo ra bằng cách gây giống và chọn lọc cẩn thận theo hình dạng và màu sắc hoa. Tương tự như thế, các cây lương thực trong nông nghiệp trên thế giới hầu như chỉ thuộc các giống trồng trọt đã được lựa chọn vì các đặc tính như năng suất cải tiến, mùi vị và khả năng kháng bệnh; ngày nay có rất ít cây dại được dùng làm nguồn thực phẩm. Cây sử dụng trong lâm nghiệp cũng thuộc các giống trồng trọt được chọn lọc đặc biệt để cho năng suất và chất lượng gỗ nâng cao.
Cultivar là một phần quan trọng trong khái niệm phân loại rộng hơn của Liberty Hyde Bailey là cultigen, được định nghĩa là một thực vật có nguồn gốc hay được chọn lọc chủ yếu do hoạt động có chủ ý của con người. Thuật từ "cultivar" được Bailey đặt ra và người ta thường cho rằng nó là một từ kết hợp bởi "cultivated" và "variety", hoặc cũng có thể là bởi "cultigen" và "variety". Một giống trồng trọt không nhất thiết trùng khớp với một giống theo thực vật học; có nhiều sự khác biệt trong các quy tắc tạo lập và sử dụng tên gọi cho các giống thực vật học và giống trồng trọt. Gần đây việc đặt tên cho các giống trồng trọt trở nên phức tạp do việc sử dụng các tên gọi trong bằng sáng chế thực vật và quyền của người gây giống thực vật theo luật định.